# جامعة أم درمان الأهلية
جامعة أم درمان الأهلية هي أول جامعة للتعليم الاهلي تنشأ في السودان، أسسها دكتور محمد عمر بشير عام 1985، وهي جامعة غير ربحية بدأت ككلية محدودة سرعان ما توسعت لتشمل كليات مثل العلوم الإدارية، لغات، كمبيوتر، تصميم هندسي، توثيق ومكتبات، دراسات بيئية وعلوم المختبرات الطبية، وتوسعت الي أن تحولت الي جامعة كاملة بكل اقسامها وأصبحت رائدة التعليم الجامعي الاهلي والأكبر من نوعها في السودان.

## نبذة تاريخية عن جامعة أم درمان الأهلية
في عام 1982م عرض بروفيسور محمد عمر بشير فكرة قيام جامعة أهلية علي بعض الشخصيات من أبناء أم درمان الذين تبنوا الفكرة وعملوا علي تنفيذها وبعد عدة اجتماعات ومداولات تم عقد أول اجتماع تأسيسي للجامعة عام 1984م.وبدعم من بعض الخيرين من أبناء السودان تحقق الحلم الذي راود الكثيرين بقيام كلية أم درمان الأهلية الجامعية كنواة أساسية للجامعة.حيث بدأت الدراسة يالكلية الجامعية في أول نوفمبر 1986م.بمدارس المليك بأم درمان، ثم انتقلت الي مبانيها الرئيسية الخاصة بها بمنطقة حمد النيل عام 1993م وتم ترفيع الكلية الي جامعة أم درمان الأهلية عام 1995م وذلك بقرار من وزارة التعليم العالي والبحث العلمي وفقاً لقانون الجامعة الخاص بها.

## مؤسسات الجامعة
1. المؤسسون.
2. مجلس الأمناء.
3. مجلس الجامعة.
4. لجنة الشئون المالية والإدارية.
5. المجلس العلمي.
6. مجالس الكليات.
7. لجنة العمداء.

## كليات الجامعة

### كلية المختبرات الطبيبة
تمنح الكلية بعد اربع سنوات دراسية درجة البكالوريوس في علوم المختبرات الطبية في أحد التخصصات التالية:-
1. الكيمياء السريري.
2. الطفيليات والحشرات الطبية.
3. أمراض الانسجة والخلايا المتساقطة.
4. الكائنات الدقيقة.
5. أمراض الدم ونقل الدم.

### كلية الهندسة
تمنح الكلية الطالب بعد خمسة سنوات دراسية درجة البكالوريوس بمرتبة الشرف في أحد التخصصات التالية:
1. هندسة الكهرباء والإلكترونيات
  1. هندسة الحاسوب.
  2. هندسة الاتصالات.
  3. هندسة الكهرباء
2. هندسة العمارة
3. كلية الطب

### كلية الاقتصاد والعلوم الإدارية
تمنح الكلية الطالب بعد اربع سنوات دراسية درجة البكالوريوس في أحد التخصصات التالية
1. الاقتصاد
2. البنوك والتأمين
3. إدارة أعمال
4. المحاسبة
5. سكرتارية تنفيذية وإدارة مكاتب
6. العلاقات الدولية

### كلية الآداب
تنمح الكلية الطالب بعد اربع سنوات دراسية درجة البكالوريوس في أحد التخصصات التالية:-
1. اللغة العربية وآدابها.
2. اللغة الإنجليزية وآدابها.
3. اللغة الفرنسية وآدابها.
4. علوم الاتصال.
5. التوثيق والمكتبات.
6. التاريخ والحضارة.

### كلية التصميم
هذه الكلية من الكليات المتفردة في السودان ويشترط القبول والالتحاق بها اجتياز امتحان القدرات الفنية بجانب الحصول علي الشهادة السودانية أو ما يعادلها من الشهادات الاجنبية ويتخرج الطالب بعد أربع سنوات دراسية بدرجة البكالوريوس في تخصص التصميم الداخلي كما أنها أضافة أقسام أخرى التصميم الصناعي والتصميم الإيضاحي بعد الحصول علي موافقة وزارة التعليم العالي والبحث العلمي وأيضا يتخرج الطالب بعد أربعة سنوات دراسية وتطبيقية بدرجة البكالريوس.

### كلية العلوم التطبيقية والحاسوب
تمنح الكلية الطالب بعد أربع سنوات دراسية درجة البكالوريوس في علوم الحاسوب وتقانة المعلومات .
كما تمنح بعد خمس سنوات دراسية درجة البكالوريوس بمرتبة الشرف في الفيزياء والرياضيات والرياضيات التطبيقية والفيزياء التطبيقية.
الدراسات العليا بكلية العلوم التطبيقية والحاسوب:-
1/دبلوم علوم التقانة

### كلية العلوم البيئية
تمنح الكلية الطالب بعد أربع سنوات دراسية بكالوريوس العلوم في أحد التخصصات التالية:
1. إدارة البيئة.
2. تقانة البيئة.

كما تمنح بعد سنة خامسة أختيارية مرتبة الشرف في نفس التخصصين أعلاه
الدراسات العليا بكلية العلوم البيئية:
1/دبلوم عالي في إدارة البيئة.
2/ دبلوم عالي في تقانة البيئة.
3/ ماجستير في إدارة البيئة.
4/ ماجستير في تقانة البيئة.

### كلية التنمية البشرية والتقنية
تمنح الكلية الدبلوم التقني نظام ثلاث سنوات في البرامج التالية:
1/دبلوم إدارة أعمال تقني.
2/دبلوم محاسبة(مالية وتكاليف) تقني.
3/دبلوم ترجمة تقني.
4/دبلوم سكرتارية تنفيذية وإدارة مكاتب تقني.
5/دبلوم علوم حاسوب تقني.
6/دبلوم هندسة حاسوب تقني.
7/دبلوم تقنية معلومات تقني.
8/دبلوم وسائط اتصال تقني.
9/تقنية معلومات مصرفية تقنى.
كما تمنح شهادة التعليم المستمر بعد عام دراسي في البرامج التالية:
1/إدارة مستوي أول.
2/إدارة مستوي متقدم.
3/محاسبة مالية مستوي أول ومتقدم.
4/صيانة وشبكات.
5/علوم حاسوب.
6/الرعاية الصحية.
7/مكتبات.
8/سكرتارية تنفيذية وعلاقات عامية.

### مركز محمد عمر بشير للدراسات السودانية
تم إنشاء هذا المركزعام 1993م ويقوم بالإنشطة التالية:
1/تدريس مادة الدراسات السودانية كمادة إجبارية لطلاب السنة الأولى بجميع كليات الجامعة.
2/تنظيم السمنارات والندوات وورش العمل في الانشطة الاقتصادية والثقافية والاجتماعية.
3/الاهتمام بالأنشطة البحثية في مختلف مناحي المجتمع السوداني.
4إصدار مجلة محاور العلمية الثقافية.
5/إنجاز عدد من الإصدارات الثقافية والأدبية والتاريخية لبعض الأدباء والشخصيات.

## مكتبة الجامعة
تتميز الجامعة بمواكبة التطور التقني في مجال المعلومات والمكتبات وترتكز في أداء أعمالها علي ثلاثة محاور:
1/الأرشيف التقني.
2/تقنية المعلومات.
3/التوثيق.

## عمادة شئون الطلاب
تعمل علي تحقيق فلسفة وأهداف الجامعة وسياستها في ترقية وتنمية وتربية شخصية الطالب وحل مشاكله، كما تشرف علي الأنشطة الطلابية التالية:
1/النشاط الثقافي والاجتماعي.
2/النشاط الرياضي.
3/أستخراج البطاقات.
4/الوحدة الصحية العلاجية للطلاب.

## بعض المراكز الخدمية بالجامعة
1/مركز الخدمات الصحية:
يعمل المركز فترتين صباحية ومسائية ويشرف علي كل فترة طبيب وتحول الحالات المستعصية الي المستشفيات الحكومية المتخصصة ويشتمل المركز علي الوحدات التالية:
أ- الوحدة العلاجية:
1- معمل تحاليل.
2- غرفة عمليات صغيرة.
3- صيدلية لتوفير العقاقير الطبية.
4- عنبر نسائي وآخر رجالي.
ب- وحدة الإرشاد والتأهيل النفسي:
يشرف علي الوحدة أخصائي أمراض نفسية ومشرفة اجتماعية وملحق بالوحدة:
1 . غرف لإستقبال الحالات المرضية.
2 . عنبر للاسترخاء النفسي.